# Bangué
Pour les articles homonymes, voir Bangué (homonymie).
Bangué est un village du Cameroun situé dans le département du Boumba-et-Ngoko et la région de l'Est, sur la route reliant Yokadouma à Bangué et Moloundou. Il fait partie de la commune de Yokadouma.

## Population
En 1964 Bangué comptait 269 habitants, principalement des Konabembe. Lors du recensement de 2005 on y dénombrait 1 151 personnes.

## Infrastructures
La localité dispose d'un marché mensuel et d'une école publique.